# Hacknet

## Геймплей
Гра керується комбінацією графічного інтерфейсу та текстової консолі. Hacknet імітує термінал та файлову систему Unix, особливо для локальної машини гравця. Як правило, можна використовувати будь-який інтерфейс для виконання завдань. Ядром геймплея є підключення до інших комп'ютерів і запуск спеціальних програм, щоб порушити безпеку, щоб ви могли отримати привілеї суперкористувача на комп'ютері. Загальною процедурою є спочатку запустити сканування, щоб побачити, що захищає комп'ютер, а потім запускати програми відповідно до того, що було виявлено скануванням.
Гра особливо відвертає загальну тропу відтворення зв'язку між кількома посередниками перед досягненням цільового комп'ютера. Замість цього спрощена система зворотного відліку змінної швидкості використовується, щоб змусити гравця діяти швидко. Якщо цей зворотний відлік дорівнює нулю, то останньому шансу уникатимуть грі, зламати свого інтернет-провайдера та змінити їх IP-адресу.
Після одержання привілеїв суперкористувача досліджується файлова система комп'ютера. Точне завдання на кожному комп'ютері змінюється для кожної місії, але в цілому можна виконувати за допомогою певної команди для доступу до одного або декількох файлів у системі.
Кілька систем мають спеціалізовані інтерфейси, такі як системи електронної пошти та бази даних.
Більшість комп'ютерних систем містять текстові файли, які можна прочитати. Значна частина файлів - це лапки з сайту bash.org. 

## Історія
Гра починається з того, що програма автоматично зв'язана користувачем з ім'ям "Bit". Автоматизоване повідомлення повідомляє гравцеві, що його було надіслано у разі смерті Біта, і просить гравця розслідувати його смерть.
Потім біт починає навчати вас механіки гри за допомогою простих місій. Біт потім повідомить вам про приєднання до хакерської групи Ентропі
Після підручника, історія в значній мірі займає заднє місце для геймплея з відкритим кінцем, з місією для вирішення питання про долю Біт. Ця місія показує, що Біт був залучений у якусь незаконну діяльність.
Сам Біт, є найкращим хакером у світі, що створив програму для того щоб ти(гравець) знайшов, чому він помер.

##### Naix
Одна з місій, яку бере гравець, включає протилежного хакера псевдонімом "Naix". Вони звинувачують у розслідуванні та атаку гравця, зламуючи їх систему. Цю атаку практично неможливо відстояти, і якщо успіх призведе до зникнення графічного інтерфейсу гри та перезавантаження віртуального комп'ютера, то гравець залишиться мінімальним консольним інтерфейсом. Після того, як гравець відновив свою систему від атаки, сюжетна лінія гри розщеплюється: гравець може вибрати помсту зловмиснику, а нагородою отримати доступ до третьої фракції в грі або керувати своїм контролем над місією і зробити заяву про те, що така поведінка не є прийнятною, внаслідок чого перед початком нападу відновлюється ваша місія з фракцією, до якої ви перебували (називається ентропією).

##### Проект Junebug
Один із пізніх місій гри в грі називається "Project Junebug". Поки гравець може це побачити одразу після вступу до групи хакерських програм, яка її пропонує, місія залишатиметься заблокованою до тих пір, поки не буде виконано належне виконання всіх інших завдань. Місія - це прохання забезпечити евтаназію для невиліковно хворих, взявши їх кардіостимулятор.

##### Фінал
Як остання історія гри, гравець взламує комп'ютери компанії з програмним забезпеченням безпеки, названої "EnTech". Коли він це роблять, вони стикаються з системою безпеки, яка робить комп'ютери недоторканими до інструментів, які в даний час є у розпорядженні гравця. Оскільки гравець вдається знайти альтернативні способи в захищені системи, вони дізнаються, що Bit був залучений до проекту для компанії. Зокрема, створення високорозвиненої операційної системи, що спеціалізується на комп'ютерних хакерствах. Виявлено, що план для проекту полягає в тому, щоб розкрити нову операційну систему світу, щоб викликати споживчий попит на систему захисту.
Біт, зокрема, був головним учасником. Коли проект наближався до його завершення, Біт почав ставити під сумнів моральність проекту. Власник проекту попросив анонімного діяча "відбити його". Через невдалу комунікацію це призвело до того, що удар потрапив на Біт і закінчився його вбивством, незважаючи на те, що власники проекту намагаються його припинити.
Коли всі факти історії були розкриті гравцю, вони продовжують викорінювати всі копії проекту Hacknet. Крім того, за наказом самого Bit, вони знищують сервер в центрі Porthack, інструмент, який зробив Bit. Коли ця остаточна місія буде завершена, Bit постачає кілька фінальних, голосових слів та ігрових команд.

## Створив
Hacknet був розроблений Matt Transbbiani, єдиним розробником Team Fractal Alligator, що базується в Австралії.

## Як сприйняли гру
Hacknet отримав загалом позитивні відгуки від критиків.
GameSpot подарував грі 8/10, вихваляючи гру за унікальну дизайнерську головоломку.

## DLC
Розширення DLC на "Hacknet" під назвою "Hacknet Labyrinths" було оголошено 30 серпня 2016 року. Розширення було випущено в грудні 2016 року, однак проблеми з розробкою затримали випуск до 31 березня 2017 року.
Розширення має нові хакерські інструменти та системи безпеки, а також розділ від 3 до 4 годин у грі, де гравцеві набирає хакер, який іменується псевдонімом «Kaguya» у маленьку команду з електромів. Вона включає в себе більше секретів, більше інтерфейсу теми і повний новий саундтрек, від таких виконавців, як synthwave художник OGRE і Ремі Gallego, творець металевого / електронного акту  "The Algorithm".

## Розширення
У травні 2017 року в усьому світі була випущена офіційна модова підтримка Hacknet під назвою Hacknet Extensions, в якій гравці можуть створювати свої власні розповіді та кампанії для гри. Ці розширення можна поділитися і завантажувати з Steam Workshop. Розширення окремо від основної гри, і вони доступні з окремого меню з заголовку екрану.
Розширення Hacknet також мають розширення-ексклюзивні інструменти та можливість реалізації користувацької музики та тем.